# Municipio de Crow Wing
El municipio de Crow Wing (en inglés: Crow Wing Township) es un municipio ubicado en el condado de Crow Wing en el estado estadounidense de Minnesota. En el año 2010 tenía una población de 1966 habitantes y una densidad poblacional de 25,56 personas por km².

## Geografía
El municipio de Crow Wing se encuentra ubicado en las coordenadas 46°16′44″N 94°14′27″O / 46.27889, -94.24083. Según la Oficina del Censo de los Estados Unidos, el municipio tiene una superficie total de 76.91 km², de la cual 76.2 km² corresponden a tierra firme y (0.93%) 0.71 km² es agua.

## Demografía
Según el censo de 2010, había 1966 personas residiendo en el municipio de Crow Wing. La densidad de población era de 25,56 hab./km². De los 1966 habitantes, el municipio de Crow Wing estaba compuesto por el 96.69% blancos, el 0.25% eran afroamericanos, el 1.27% eran amerindios, el 0.15% eran asiáticos, el 0.05% eran isleños del Pacífico, el 0.1% eran de otras razas y el 1.48% pertenecían a dos o más razas. Del total de la población el 0.86% eran hispanos o latinos de cualquier raza.